# 経済企画庁長官官房
経済企画庁長官官房（けいざいきかくちょうちょうかんかんぼう）は経済企画庁に置かれていた長官官房である。

## 概要
機密、人事、官印等の保管、文書、予算決算、物品管理、法令案の審査、長務の総合調整など、経済企画庁のさまざまな事務の取りまとめ役を担当していた。長官官房長は大蔵省の事務次官候補が就いていた。

## 組織

### 秘書課
所掌
経済企画庁組織令（昭和33年6月27日政令第112号）第2条に所掌事務が規定されていた。
```
（秘書課の所掌事務）
第2条 秘書課においては、次の事務をつかさどる。 
 一 
機密
に関すること。
 二 職員の職階、任命、分限、懲戒、服務その他の人事並びに
教養
及び訓練に関すること。
 三 
長官
及び
政務次官
及び
事務次官
の
官印
並びに
庁印
の保管に関すること。
 四 
公文書類
の接受、発送、編集及び保存を行うこと。
 五 
官報
掲載に関すること。
 六 
行政
の考査を行うこと。
 七 前各号に掲げるもののほか、経済企画庁の所掌事務で他の所属に属しない事務に関すること。
```

### 会計課
所掌
経済企画庁組織令（昭和33年6月27日政令第112号）第3条に所掌事務が規定されていた。
```
（会計課の所掌事務）
第3条 会計課においては、次の事務をつかさどる。 
 一 経費及び収入の
予算
、決算及び会計並びに会計の監査に関すること。
 二 
行政財産
及び物品の管理に関すること。
 三 営繕に関すること。
 四 庁内の取締に関すること。
 五 職員の衛生、
医療
その他
福利厚生
に関すること。
```

### 企画課
所掌
経済企画庁組織令（昭和33年6月27日政令第112号）第4条に所掌事務が規定されていた。
```
（企画課の所掌事務）
第4条 企画課においては、次の事務をつかさどる。 
 一 経済企画庁の所掌事務に関する企画一般に関すること。
 二 庁務の総合調整に関すること。
 三 
法令
案、その他文書の審査及び進達に関すること。
 四 
広報
に関すること。
 五 
国会
との連絡に関すること。
 六 
経済研究所
に関すること。
 七 経済審議会の庶務に関すること。
```

## 官房長
| 氏名       | 出身省庁 | 前職                                 | 後職                                                | 就任年月日    |
| ---------- | -------- | ------------------------------------ | --------------------------------------------------- | ------------- |
| 酒井俊彦   | 大蔵省   | 経済審議庁総務部長                   | 大蔵省銀行局長                                      | 1955年7月20日 |
| 宮川新一郎 | 大蔵省   | 大蔵省主計局次長                     | 大蔵省大臣官房長                                    | 1957年6月11日 |
| 村上一     | 大蔵省   | 大蔵省主計局次長                     | 大蔵省為替局長                                      | 1959年6月26日 |
| 吉岡英一   | 大蔵省   | 大蔵省理財局次長                     | 大蔵省理財局長                                      | 1962年5月15日 |
| 村上孝太郎 | 大蔵省   | 大蔵省主計局次長（筆頭）             | 大蔵省大臣官房長                                    | 1963年4月22日 |
| 澄田智     | 大蔵省   | 大蔵省主計局次長（次席）             | 大蔵省銀行局長                                      | 1965年4月23日 |
| 鳩山威一郎 | 大蔵省   | 大蔵省主計局次長（筆頭）             | 大蔵省理財局長                                      | 1966年7月22日 |
| 岩尾一     | 大蔵省   | 大蔵省主計局次長（筆頭）             | 大蔵省理財局長                                      | 1967年8月12日 |
| 相澤英之   | 大蔵省   | 大蔵省主計局次長（筆頭）             | 大蔵省理財局長                                      | 1969年8月6日  |
| 船後正道   | 大蔵省   | 大蔵省主計局次長（筆頭）             | 環境庁企画調整局長                                  | 1970年6月12日 |
| 吉田太郎一 | 大蔵省   | 大蔵省大臣官房審議官（銀行局担当）   | 大蔵省銀行局長                                      | 1971年7月1日  |
| 高橋英明   | 大蔵省   | 大蔵省大臣官房審議官（大臣官房担当） | 大蔵省証券局長                                      | 1972年6月27日 |
| 吉瀬維哉   | 大蔵省   | 大蔵省主計局次長（筆頭）             | 大蔵省理財局長                                      | 1973年6月26日 |
| 長岡實     | 大蔵省   | 大蔵省主計局次長（筆頭）             | 大蔵省大臣官房長                                    | 1974年6月26日 |
| 辻敬一     | 大蔵省   | 大蔵省主計局次長（筆頭）             | 行政管理庁行政管理局長                              | 1975年7月8日  |
| 田中敬     | 大蔵省   | 大蔵省主計局次長（筆頭）             | 大蔵省理財局長                                      | 1976年6月11日 |
| 高橋元     | 大蔵省   | 大蔵省主計局次長（筆頭）             | 大蔵省主税局長                                      | 1977年6月10日 |
| 山口光秀   | 大蔵省   | 大蔵省主計局次長（次席）             | 大蔵省大臣官房長                                    | 1978年6月17日 |
| 禿河徹映   | 大蔵省   | 大蔵省主計局次長（筆頭）             | 大蔵省証券局長                                      | 1980年6月17日 |
| 吉野良彦   | 大蔵省   | 大蔵省主計局次長（筆頭）             | 大蔵省大臣官房長                                    | 1981年6月26日 |
| 西垣昭     | 大蔵省   | 大蔵省主計局次長（筆頭）             | 大蔵省理財局長                                      | 1982年6月1日  |
| 窪田弘     | 大蔵省   | 大蔵省主計局次長（筆頭）             | 大蔵省理財局長                                      | 1983年6月7日  |
| 平澤貞昭   | 大蔵省   | 大蔵省主計局次長（筆頭）             | 大蔵省銀行局長                                      | 1985年6月25日 |
| 保田博     | 大蔵省   | 大蔵省主計局次長（筆頭）             | 大蔵省大臣官房長                                    | 1986年6月10日 |
| 斎藤次郎   | 大蔵省   | 大蔵省主計局次長（筆頭）             | 大蔵省大臣官房長                                    | 1988年6月15日 |
| 寺村信行   | 大蔵省   | 大蔵省主計局次長（筆頭）             | 大蔵省理財局長                                      | 1990年6月29日 |
| 藤井威     | 大蔵省   | 大蔵省主計局次長（筆頭）             | 大蔵省理財局長                                      | 1991年6月11日 |
| 小村武     | 大蔵省   | 大蔵省主計局次長（筆頭）             | 大蔵省大臣官房長                                    | 1992年6月26日 |
| 涌井洋治   | 大蔵省   | 大蔵省主計局次長（筆頭）             | 大蔵省大臣官房長                                    | 1993年6月25日 |
| 竹島一彦   | 大蔵省   | 大蔵省大臣官房総務審議官             | 国税庁長官                                          | 1995年5月26日 |
| 林正和     | 大蔵省   | 大蔵省主計局次長（筆頭）             | 大蔵省大臣官房長                                    | 1997年7月1日  |
| 坂篤郎     | 大蔵省   | 大蔵省主計局次長（筆頭）             | 内閣府政策統括官（経済財政 - 経済社会システム担当） | 1999年7月8日  |